# اعتراضات بحران آب ایران ۱۳۹۶-۱۳۹۷
اعتراضات بحران آب ایران ۱۳۹۶-۱۳۹۷ مجموعه‌ای از اعتراضات در ایران بود که در آن شرکت‌کنندگان خواستار بهبود وضعیت تأمین آب شیرین شدند. این اعتراضات پس از یک دوره خشکسالی شدید در کشور آغاز شد. شرکت‌کنندگان، مقامات ایرانی را به سوءمدیریت منابع آب متهم کردند که تأثیرات خشکسالی را تشدید کرده بود. این اعتراضات هم‌زمان با مجموعه‌ای از اعتراضات بزرگ‌تر و ناآرامی‌های مدنی در ایران رخ داد.
گزارش‌ها از تظاهرات عمومی پیرامون مطالبهٔ آب در سال ۲۰۱۸، نخستین‌بار در اواسط فوریه منتشر شد. نخستین اعتراضات قابل توجه در اوایل مارس در استان اصفهان آغاز شد و سپس به استان‌های خوزستان و بوشهر گسترش یافت. دولت در واکنش به این اعتراضات، اقدام به سرکوب آن‌ها کرد که به کشته شدن دست‌کم دو معترض و زخمی شدن چندین نفر انجامید. گزارش‌ها حاکی از آن بود که حدود ۱۷۰ نفر در ارتباط با این اعتراضات بازداشت شدند. کمبود آب ادامه یافت و اعتراضات جدیدی در سال ۲۰۲۱ رخ داد.

## خط زمانی

### فوریه
طبق گزارش پروژه مکان‌یابی و داده‌های رویدادهای درگیری مسلحانه، گروه‌های کوچکی از معترضان از اواسط فوریه شروع به اعتراض به کمبود آب کردند. این اعتراضات عمدتاً در مناطق مرکزی-غربی ایران رخ داد و علیه شرایط خشکسالی و طرح پیشنهادی دولت برای بازتوزیع استانی آب بود.

### ۹–۱۸ مارس
اولین تظاهرات قابل توجه پیرامون مسائل مربوط به آب در سال ۲۰۱۸ در اوایل مارس رخ داد. در ورزنه، نزدیک شهر اصفهان، ده‌ها کشاورز علیه بازتوزیع آب در سطح استان اعتراض کردند. یکی از خواسته‌های اصلی حذف خط لوله‌ای بود که آب را از منطقه اصفهان به استان یزد منتقل می‌کرد. طبق ویدیوهای آنلاین، معترضان با طعنه شعار می‌دادند: «مرگ بر کشاورز، زنده باد ظالم!». در ۹ مارس، تنش‌ها زمانی افزایش یافت که اعتراضی مشابه برگزار شد. صدها یا احتمالاً هزاران معترض به سوی تأسیسات انتقال آب راهپیمایی کردند با قصد احتمالی تخریب خط لوله. کشاورزان با پلیس ضدشورش موتورسوار درگیر شدند و یک معترض محلی ادعا کرد که از گاز اشک‌آور استفاده شده است.  در ۱۸ مارس، کشاورزان ورزنه‌ای برای اعتراض به وضعیت آب به مراسم نماز جمعه یورش بردند.

### ۲۸–۲۹ مارس
در اهواز، در استان خوزستان، معترضان در اواخر مارس خواستار پایان پروژه‌های انتقال منطقه‌ای آب شدند. در ابتدا، در ۲۸ مارس، اعتراضاتی در واکنش به نمایش جامعه عرب محلی در یک تبلیغ تلویزیونی ملی آغاز شد که خشم مردم عرب را به دلیل سرکوب و تبعیض برانگیخت. یک روز بعد، تظاهرات گسترده‌تر شد و هزاران نفر دیگر به آن پیوستند و خواسته‌ها شامل مسائل زیست‌محیطی نیز شد. در پی نارضایتی از سدسازی‌های محلی و برنامه‌های انحراف مسیر رودخانه که به حاشیه‌نشینی جوامع محلی منجر شده بود، گزارش شده که شعارهایی چون «محیط زیست اهواز را نابود نکنید!» و «به دزدی آب در اهواز پایان دهید!» سر داده شد. این اعتراضات به عنوان «قیام کرامت» نیز شناخته شده‌اند.

### ۷–۱۷ آوریل
در ۷ آوریل، کشاورزان بخش شرقی استان اصفهان در نزدیکی پل خواجو در مرکز شهر اصفهان تجمع کردند. مشابه اعتراضات اوایل مارس، کشاورزان علیه انتقال آب به استان یزد اعتراض کردند. در ویدیوهای منتشر شده، معترضان در حال سردادن شعار هستند، در حالی که نیروهای امنیتی تلاش به مداخله دارند. در ۹ آوریل، کشاورزان در درگیری‌هایی با نیروهای پلیس درگیر شدند، چرا که بار دیگر علیه سیاست‌های توزیع آب اعتراض کردند. اعتراضات در دو روز بعد نیز ادامه داشت، عمدتاً در منطقه خوراسگان در شرق شهر. تا ۱۵ کشاورز پس از درگیری با پلیس ضد شورش در ۱۱ آوریل بازداشت شدند. در ۱۳ و ۱۴ آوریل، پس از درگیری‌های مشابه، دو نفر زخمی و تا ۳۰ معترض دستگیر شدند.
در همین دوره، دو رویداد دیگر مرتبط با کشاورزان همان منطقه در داخل و اطراف ورزنه رخ داد. در ۱۴ آوریل، گروهی از کشاورزان به شدت به تیرهای برق آسیب زدند که موجب اختلال در سیستم انتقال آب شد. بخشی از شبکه انتقال آب نیز در ۱۷ آوریل توسط کشاورزان در نزدیکی ورزنه تخریب شد.

### ۲۰ تا ۲۳ ژوئن
در ۲۰ ژوئن، مردم آبادان، شهری در جنوب استان خوزستان، در مقابل اداره آب و فاضلاب تجمع کرده و علیه آب غیرقابل شرب و جیره‌بندی آب اعتراض کردند. دیگر دلایل نارضایتی، قطعی روزانه چندساعته آب و نیاز به ایستادن در صف‌های طولانی برای تهیه آب آشامیدنی بود. یک روز پیش از این اعتراضات، اداره آب و فاضلاب آبادان اعلام کرده بود که به دلیل افت شدید فشار آب و شوری زیاد آب در شبکه، آب جیره‌بندی خواهد شد. سه روز بعد، صدها نفر در آبادان مجدداً در مقابل دفتر فرمانداری در اعتراض به نبود آب سالم تجمع کردند. معترضان شعارهایی علیه فرماندار و مسئولان تأمین آب شهر سر دادند.

### ۲۹ ژوئن تا ۲ ژوئیه
در خرمشهر، شهری نزدیک به آبادان، در ۲۹ ژوئن اعتراضاتی در رابطه با وضعیت آب آغاز شد. صدها نفر مقامات ایرانی را به سوءمدیریت در حوزه آب متهم کردند که منجر به شوری و آلودگی منابع آبی شده است. برخی از ساکنان همچنین دولت را متهم به انتقال آب به کویت و عراق کردند. چند هفته پیش‌تر، ویدیویی از خط لوله‌ای که ادعا می‌شد آب شیرین را به مرز عراق منتقل می‌کند در میان مردم منتشر شده بود. در ویدیویی از تظاهرات، ده‌ها معترض در حال رویارویی با فرماندار شهر دیده می‌شوند.
تظاهرات روز بعد خشونت‌آمیز شد و صدها معترض بار دیگر برای اعتراض به کمبود آب تجمع کردند. این تجمع ابتدا به شکل مسالمت‌آمیز آغاز شد و شرکت‌کنندگان شعارهایی علیه مسئولان سر دادند. در ساعات پایانی شب و بامداد ۱ ژوئیه، معترضان به پرتاب سنگ و زباله به سوی نیروهای امنیتی پرداختند و پلیس نیز با شلیک گاز اشک‌آور واکنش نشان داد. در ویدیوهایی که در شبکه‌های اجتماعی منتشر شد، صدای تیراندازی شنیده می‌شود و طبق گزارش صدا و سیمای جمهوری اسلامی ایران، چند معترض مسلح بودند، در حالی که برخی ویدیوها نیز نشان می‌دهند که پلیس به سوی معترضان شلیک کرده است. گزارش شده که دست‌کم یک معترض کشته شده است. مسئولان این ادعا را رد کرده‌اند اما اعلام کردند که ۱۱ نفر زخمی شده‌اند.
در واکنش به سرکوب خشونت‌آمیز در خرمشهر، هزاران نفر در مناطق مختلف اطراف این شهر در حمایت از اعتراضات به خیابان آمدند. ویدیوهایی در شبکه‌های اجتماعی تظاهرات در اهواز، ماهشهر و بندر امام خمینی را نشان می‌دهند.
در ۲ ژوئیه، جمعیتی در آبادان در جریان اعتراض به کیفیت پایین آب با نیروهای پلیس درگیر شدند. طبق گزارش رسانه‌های دولتی، معترضان اشیایی پرتاب کرده و اقدام به خرابکاری کردند که در پی آن نیروهای امنیتی جمعیت را متفرق کردند.

### ۷–۸ ژوئیه
اعتراض گسترده‌ای در برازجان واقع در استان بوشهر در ۷ ژوئیه به دلیل کمبود آب و توزیع بی‌نظم آب آشامیدنی رخ داد. هزاران نفر در میدان اصلی شهر تجمع کرده و شعارهایی علیه مسئولان محلی سر دادند و آن‌ها را به ناکارآمدی، سوءمدیریت منابع آب و فساد متهم کردند. به گفته یک منبع خبری محلی، لوله‌های آب شهر بیش از ده روز بود که آبی منتقل نکرده بودند. یک فعال محلی اعلام کرد که بخشی از این بحران ناشی از پروژه‌های غیرقانونی آبیاری در نزدیکی کازرون در بالا‌دست رودخانه محلی است. معاون فرماندار برازجان و امام جمعه تلاش کردند تا برای معترضان سخنرانی کنند، اما خشم مردم باعث شد آن‌ها مجبور به ترک محل شوند، با وجود حضور صدها نیروی امنیتی. در ۸ ژوئیه، اعتراضات برازجان برای دومین روز ادامه یافت. رسانه‌های وابسته به دولت گزارش دادند که ۳۵۰ نفر در مرکز شهر تجمع کردند.

### ۱۳ ژوئیه
در کمارج، روستایی در نزدیکی کازرون واقع در استان فارس، کشاورزان در اعتراض به کم‌آبی تجمع کردند. به گفته رسانه‌های دولتی، این اعتراضات به دنبال تصمیم برای جمع‌آوری پمپ‌های غیرمجاز آب از رودخانه محلی صورت گرفت. استفاده از این پمپ‌ها ظاهراً یکی از دلایل اعتراضات ۷ و ۸ ژوئیه در برازجان نیز بوده است. در درگیری میان کشاورزان و نیروهای پلیس، یک معترض کشته و شماری از جمله چندین مأمور زخمی شدند.

### سپتامبر تا نوامبر
بین ماه‌های سپتامبر تا نوامبر ۲۰۱۸، کشاورزان استان اصفهان برای بیش از ۴۰ روز پیاپی دست به اعتراض زدند. آن‌ها در شهرها و روستاهای اطراف رود زاینده‌رود اردو زده و تراکتورهای خود را در مقابل چادرها پارک کردند. مشابه اعتراضات پیشین کشاورزان اصفهانی در اوایل مارس و اواسط آوریل، معترضان دولت را به سوءمدیریت منابع آبی متهم کرده و به انتقال آب به استان یزد اعتراض داشتند. در ۳۱ اکتبر، کاروانی متشکل از ۱۵۰۰ وسیله نقلیه به سمت سرچشمه‌های رودخانه و ایستگاه پمپاژ حرکت کردند تا به شکل نمادین اعتراض خود را نشان دهند.

## واکنش‌های بین‌المللی
در واکنش به اعتراضات در سراسر ایران، وزیر امور خارجه پیشین ایالات متحده مایک پومپئو اظهار داشت که این تظاهرات «نشان می‌دهد که مردم ایران عمیقاً از ناکامی‌های دولت خود ناراضی هستند. (...) سوءمدیریت دولت در منابع طبیعی ایران منجر به خشکسالی‌های شدید و دیگر بحران‌های زیست‌محیطی شده است.»
در ۶ ژوئیه ۲۰۱۸، پس از گزارش‌هایی درباره درگیری‌های خشونت‌آمیز میان معترضان و نیروهای پلیس در ۳۱ ژوئن و ۱ ژوئیه در خرمشهر، عفو بین‌الملل بیانیه‌ای عمومی صادر کرد. این سازمان غیردولتی اعلام کرد: «مقامات ایرانی باید تحقیقاتی بی‌طرفانه و کامل درباره گزارش‌هایی مبنی بر استفاده غیرضروری و بیش از حد از زور – احتمالاً شامل استفاده از سلاح گرم – توسط نیروهای امنیتی علیه معترضانی عمدتاً مسالمت‌آمیز در جریان اعتراضات اخیر در استان خوزستان انجام دهند، جایی که مردم خواستار آب آشامیدنی سالم و پاک بوده‌اند (...). آن‌ها باید تضمین کنند که همه بازداشت‌شدگان از شکنجه و سایر رفتارهای غیرانسانی مصون بمانند و کسانی که صرفاً به دلیل استفاده مسالمت‌آمیز از حق تجمع بازداشت شده‌اند، آزاد شوند.»

## پیامدها
مشکلات آب شیرین در ایران در سال‌های بعد نیز ادامه یافت و گزارش‌هایی از نبود آب آشامیدنی و آلودگی آب در برخی مناطق منتشر شد. در سال ۲۰۲۱، موج جدیدی از اعتراضات مربوط به آب مجدداً شکل گرفت.